# Pfarrhaus Uthlede
Das Pfarrhaus Uthlede neben der ev. St.-Nikolai-Kirche in der niedersächsischen Gemeinde Hagen im Bremischen, Ortsteil Uthlede, Moorstraße 20, im Landkreis Cuxhaven, stammt vom Ende des 19. Jahrhunderts.
Aktuell (2024) wird es als Gemeindehaus der Kirche mit Nebenanlagen genutzt.
Das Gebäude steht unter Denkmalschutz (siehe auch Liste der Baudenkmale in Hagen im Bremischen).

## Geschichte
Das eingeschossige giebelständige verklinkerte historisierende Gebäude mit ziegelgedecktem Satteldach, segmentbogigen und rundbogigen Fenstern sowie einem Gesims aus Klinkersteinen wurde 1895 (Infotafel) gebaut. Das Haus gliedert sich in den hinteren Wohnteil mit seitlichem Eingang und den vorderen etwas kleineren Wirtschaftsteil als Vierständer-Hallenhaus mit der Grooten Door mit Korbbogen für den früheren landwirtschaftlichen Betrieb der Kirchengemeinde oder der Pastoren.
Das Landesdenkmalamt befand u. a.: „… geschichtlichen und städtebaulichen Bedeutung …“